# Based on a True Story (album Tricka Daddy’ego)
Based on a True Story – debiutancki album amerykańskiego rapera o pseudonimie artystycznym Trick Daddy, w tym czasie znanego jako Trick Daddy Dollars. Został wydany 29 lipca, 1997 roku nakładem wytwórni Warlock Records oraz reedycja 5 czerwca, 2001 roku w Slip-N-Slide Records. Album sprzedał się w ilości ponad 127.000 egzemplarzy.

## Lista utworów
1. „Based on a True Story, Pt. 1” - 2:00
2. „Based on a True Story, Pt. 2” - 3:59
3. „Oh Me, Oh My” - 5:18
4. „Bout a Lotta Thangs...” (feat. Buddy Roe) - 4:31
5. „They Don't Live Long” - 3:53
6. „Kill-A-Head” (feat. Buddy Roe) - 3:47
7. „Now They Wanna Holler” (feat. Buddy Roe) - 4:19
8. „Going Down Like That” (Intro) (feat. Buddy Roe) - 3:39
9. „Snowin' in Miami” (feat. Jamal & Buddy Roe) - 5:04
10. „Smoke Out” (feat. J.T. Money) - 3:28
11. „I'll Be Your Player” - 3:16
12. „I Got Plans” (feat. Buddy Roe) - 4:13
13. „Pimp” (feat. Buddy Roe & J.T. Money) - 4:30
14. „Telephone” (Skit) - :37
15. „Ho But You Can't Help It” (feat. Buddy Roe) - 3:27
16. „Gone with Your Bad Self” - 3:39
17. „Gone with Your Bad Self” (Bom Bom Remix) (feat. Verb) - 3:43